# Andreas Thanner
Andreas Thanner war 1705/06 Sprecher der Bauern-Fraktion im Braunauer Parlament.
Andreas Thanner war Kupferschmied in Braunau am Inn. Laut Henric L. Wuermeling war er im Braunauer Parlament offizieller Sprecher der Bauern-Fraktion.
Christian Probst berichtet, dass sich Erzbischof Johann Ernst von Thun nach Niederschlagung des bayerischen Volksaufstandes erfolgreich für Andreas Thanner und den Braunauer Bürgermeister Franz Dürnhardt bei Kaiser Joseph I. eingesetzt hat.